# Cory Gibbs
Cory Gibbs (* 14. Januar 1980 in Fort Lauderdale) ist ein ehemaliger US-amerikanischer Fußballspieler.

## Karriere
Gibbs, dessen Eltern aus Jamaika in die Vereinigten Staaten auswanderten, spielte Fußball an der Nova High School im US-Bundesstaat Florida. Hernach studierte und spielte er von 1997 bis 2001 an der Brown University in seinem Heimatland. Er wurde 2000 als Spieler des Jahres der Ivy League ausgezeichnet.
Er wechselte 2001 zum FC St. Pauli. Mit dem FC St. Pauli stieg er aus der ersten deutschen Fußball-Bundesliga in die zweite Liga ab; 2003 stieg man gar in die damals drittklassige Regionalliga ab. Im Januar 2004 wechselte er in die USA zurück, wo Gibbs sich dem texanischen Klub Dallas Burn anschloss. Nach nur einem Jahr wechselte er wieder nach Europa und unterschrieb beim niederländischen Klub Feyenoord Rotterdam. Für die Rückrunde der Saison 2005/06 wurde Gibbs an ADO Den Haag ausgeliehen. In einem Vorbereitungsspiel vor der Weltmeisterschaft 2006 erlitt er einen Kreuzbandriss und verpasste die WM. Zur Saison 2006/07 wechselte er zum damaligen englischen Premier-League-Klub Charlton Athletic, mit dem er 2007 aus der Premier League abstieg. Nach zwei Jahren bei Charlton ohne Einsatz kehrte Gibbs 2008 abermals in die USA zurück, wo er bei Colorado Rapids unterschrieb. 2010 ging es dann zu New England Revolution, um wiederum nach kurzer Zeit zu Chicago Fire zu wechseln. Am 26. November 2012 gab Gibbs das Ende seiner Profikarriere bekannt. Gibbs debütierte am 8. Juni 2003 in der US-amerikanischen Fußballnationalmannschaft. Bei einem Freundschaftsspiel gegen Neuseeland wurde er eingewechselt. Er bestritt 19 Länderspiele für die Vereinigten Staaten.
Im Anschluss an seine Spielerlaufbahn war er zeitweilig Assistenztrainer an der Brown University, später wurde er als Spielerberater und Talentspäher sowie Kommentator für die Internetseite der MLS tätig.